# Pieni-Kemppi
Pieni-Kemppi är en ö i Finland. Den ligger i sjön Muuratjärvi och i kommunen Muurame i den ekonomiska regionen  Jyväskylä ekonomiska region  och landskapet Mellersta Finland, i den södra delen av landet, 220 km norr om huvudstaden Helsingfors. Öns area är 1,5 hektar och dess största längd är 190 meter i nord-sydlig riktning.